# أومبرياتيكو
أومبرياتيكو (بالإيطالية: Umbriatico)‏ هي كومونا ومدينة في مقاطعة كروتوني، في قلورية، جنوب إيطاليا.منذ عام 2013، وصل عدد سكانها إلي 836 نسمة.